# Nicole Petignat
Nicole Petignat, née le 27 octobre 1966 à La Chaux-de-Fonds, en Suisse. Elle est la première femme arbitre de football en Suisse, et d'une rencontre masculine organisée par l'UEFA : AIK Solna - Fylkir en tour préliminaire de la Coupe UEFA.

## Biographie
Nicole Petignat passe sa jeunesse dans le canton du Jura. Avec sa sœur jumelle Dominique, elles jouent au foot avec les garçons et regardent des matchs avec leur père. À seize ans, elles essaient de créer une équipe féminine de foot à Alle dans le canton du Jura mais personne ne s'y intéresse. C'est alors qu'elles décident de prendre des cours d'arbitrage, afin de pouvoir quand même participer au jeu, en 1983,,.
Les deux sœurs arbitrent des matchs amateurs dans le canton du Jura et quand Dominique fonde une famille, Nicole Petignat déménage à Lucerne, prenant des jobs alimentaires afin d'arbitrer durant les week-ends et devient par la suite masseuse, ouvrant son propre cabinet.

## Carrière en tant qu'arbitre (1984-2008)
Elle commence sa carrière d'arbitre de foot en 1984, et est surnommée « la fille qui siffle les garçons ».
Bien qu'elle a passé les mêmes examens que ceux passés par les arbitres masculins, lorsqu'elle prend des décisions que le public n'aime pas, elle est particulièrement ciblée, devant parfois même faire appel à des gardes du corps.
Elle gravit tous les échelons menant à l'arbitrage en Ligue nationale A (devenue la Swiss Super League) et devient ainsi la première femme à siffler des matchs de Super League, première femme arbitre en Suisse, et première femme à arbitrer un match en coupe de l’UEFA,.
En juillet 1999, à Los Angeles, elle arbitre la finale de la Coupe du monde de football féminin entre les États-Unis et la Chine. En septembre 2000, elle arbitre le tournoi féminin des Jeux olympiques de Sydney.
Nicole Petignat donne le coup de sifflet final de sa carrière à l'occasion du match d'Axpo Super League entre Neuchâtel Xamax et le FC Bâle (2-0) le dimanche 30 novembre 2008. Lors de la 16e journée du Championnat de Suisse, elle expulse Franco Costanzo et siffle un penalty dès la 35e minute.
Nicole Petignat a sifflé 91 parties au plus haut niveau helvétique. Mais sa carrière compte bien d'autres points d'orgue. L'ancienne footballeuse (de Alle au FC Renens de 1983 à 1995) avait dirigé une finale de Coupe de Suisse. Le 28 mai 2007, elle y avait dicté la sentence suprême et expulsé David Zibung, le gardien de Lucerne, alors que l'équipe de Suisse centrale tenait Bâle en échec à la 90e minute (1-0 à la fin).
Elle a également officié au niveau international. Elle a dirigé la finale de la Coupe du monde dames en 1999, la finale de l'Euro féminin en 2001 et été la première femme à officier en Coupe de l'UEFA (AIK Stockholm - Fylkyr Reykjavik), le 14 août 2003.

## Vie privée
Nicole Petignat s'était établie à Watt, dans le canton de Zurich, où elle exerçait son activité de masseuse médicale et vivait avec l'arbitre suisse Urs Meier, dont elle s'est séparée depuis le printemps 2007. Dès lors, elle a décidé de retourner dans le canton du Jura pour y ouvrir un cabinet de massage avec sa sœur jumelle, Dominique.

## Hommage et postérité
En 2006 son beau-père Pierre-André Marchand écrit sa biographie, intitulée La fille qui siffle les garçons.
En 2020, dix-sept ans après la première de Nicole Petignat, Stéphanie Frappart est arbitre principale dans un match de la Ligue des champions de l'UEFA.